# Kvėdarna
Kvėdarna (en Yiddish כווידאן Chvidan) est une ville de la Municipalité du district de Šilalė dans l'Apskritis de Tauragė, Lituanie. En 2001, la population totale est de 1 934 habitants.

## Histoire
Avant le déclenchement de la Seconde Guerre mondiale, la communauté juive locale représente 30 % de la population totale de la ville. Les juifs sont assassinés lors d'exécutions sur place et d'autres déportés dans des camps de travail.